# Euxoa megastigma
Euxoa megastigma là một loài bướm đêm trong họ Noctuidae.